# Vlag van Roermond

Vlag van de gemeente Roermond
(sinds 2010)

Vorige vlag
(1957-2010)

De vlag van Roermond is op 11 februari 2010 vastgesteld als de gemeentelijke vlag van de Limburgse gemeente Roermond. De vlag is in het raadsbesluit als volgt beschreven:
Twee even hoge banen van wit en blauw, met op de witte baan op 1/3 van de lengte een rode lelie, waarvan de hoogte gelijk is aan 3/8 van de vlag. De vlaggenstok is wit met een geslingerde blauwe band met een zilveren knop.
De vlag bestaat uit twee horizontale banen in de kleuren wit-blauw. Linksboven op de witte baan is een rode lelie afgebeeld. De kleuren en de lelie zijn afkomstig van het gemeentewapen en van het wapen van Herten en het dat van Maasniel. Swalmen wordt vertegenwoordigd door de kleuren van de vlag die gelijk zijn aan die van het gemeentewapen. Het ontwerp was van het Limburgs Geschied- en Oudheidkundig Genootschap (LGOG). Opmerkelijk is dat net als in 1857 en in 1957 ook de vlaggenstok is beschreven, waarbij de oude kleuren daarvan weer zijn gehanteerd.
Bij het vaststellen van de vlag in 2010, ten tijde van de herindeling van Roermond-Swalmen, werd de rode lelie toegevoegd om drie redenen: 
- De lelie kan bijdragen aan de saamhorigheid onder de burgers van de nieuwe gemeente. De lelie stond niet alleen in het wapen van Roermond maar ook in die van de oude gemeenten Herten en Maasniel.
- De vlag word hiermee onderscheiden van andere gemeentevlaggen, namelijk die van Kampen, Assen en Hoogeveen, die eveneens wit-blauw of blauwwit zijn, dan wel waren.
- De lelie voorkomt dat de vlag “ondersteboven” wordt opgehangen, hetgeen in Roermond wel voorkwam.

## Eerdere vlag
Op 15 november 1957 werd een eerdere vlag voor Roermond vastgesteld die als volgt kan worden beschreven:
Twee banen van gelijke hoogte van wit en blauw.
Deze vlag werd al op 27 maart 1857 gemeld aan de minister van Binnenlandse Zaken als zijnde de gemeentevlag. Bijzonderheid hierbij is dat er in 1957 ook eisen werden gesteld aan de vlaggenstok waaraan de vlag was bevestigd: deze moest zijn gedekt met zilververf, en de knop goudgekleurd. In 1857 was de stok spiraalsgewijs beschilderd van blauw en wit, met een zilveren knop. De wit-blauwe banenvlag werd voor het eerst beschreven tijdens festiviteiten in 1855.

## Verwante afbeeldingen

Het wapen van Roermond (2008)
Het wapen van Roermond (1941)

Beek 
· Beekdaelen 
· Beesel 
· Bergen 
· Brunssum 
· Echt-Susteren 
· Eijsden-Margraten 
· Gennep 
· Gulpen-Wittem 
· Heerlen 
· Horst aan de Maas 
· Kerkrade 
· Landgraaf 
· Leudal 
· Maasgouw 
· Maastricht 
· Meerssen 
· Mook en Middelaar 
· Nederweert 
· Peel en Maas 
· Roerdalen 
· Roermond 
· Simpelveld 
· Sittard-Geleen 
· Stein 
· Vaals 
· Valkenburg aan de Geul 
· Venlo 
· Venray 
· Voerendaal 
· Weert
1. ↑  Stichting Ruimte Roermond maart 2012